# Wydział Pedagogiczny Uniwersytetu Katolickiego w Rużomberku
Wydział Pedagogiczny Uniwersytetu Katolickiego w Rużomberku został założony 1 lipca 2000 roku. Obecnie (2012) dziekanem wydziału jest doc. Tomáš Jablonský.

## Katedry wydziału[3]
- Katedra praktyki pedagogicznej
- Katedra biologii i ekologii
- Katedra Chemii
- Katedra ekonomii i turystyki
- Katedra fizyki
- Katedra geografii
- Katedra muzyki
- Katedra informatyki
- Katedra katechezy i teologii praktycznej
- Katedra edukacji medycznej
- Katedra zarządzania i marketingu
- Katedra matematyki
- Katedra działalności misyjnej i charytatywnej
- Katedra edukacji i psychologii
- Katedra pedagogiki przedszkolnej i pedagogiki wczesnoszkolnej
- Katedra pedagogiki przedszkolnej i pedagogiki wczesnoszkolnej specjalnej
- Katedra języków obcych
- Katedra pracy socjalnej
- Katedra pedagogiki specjalnej
- Katedra nauk społecznych i nauki społecznej Kościoła
- Katedra języka i kultury rosyjskiej
- Katedra języka i literatury włoskiej
- Katedra wychowania fizycznego i sportu
- Katedra administracji publicznej i prawa
- Katedra sztuk pięknych